# トィル
トィル（ロシア語: Тыр）はロシア連邦東部のハバロフスク地方にあり、ウリチ地区に位置する町。人口は582人（2012年）。アムール川の河口からおよそ140キロメートル上流にあり、ここで東からアムグン川が合流する。

## 歴史
女真人の金朝（13世紀初頭まで）、モンゴル人のモンゴル帝国(大元ウルス、13世紀半ばから14世紀半ば)、中国人の明朝（15世紀初頭）といった歴代の王朝は、アムール川下流域周辺に住む諸民族と外交関係を結び、ヌルガン城を拠点に冊封体制や羈縻政策の管轄をおこなった。トィルは前近代におけるこの一帯の交易の中心地であった。
トィルにヌルガン城の遺跡が存在することは早くからロシア人探検家に知られており、1675年～1678年に外交使節として中国に赴任したN.G.スパーファリー「アムール川の河口から二日遡った所」に石碑や鐘があることを報告している。また、間宮林蔵は樺太探検時に海上から永寧寺の塔のある断崖を見ている。

## 発掘調査
ソビエト時代にはすでに塔はなく、砲台が築かれた。ティル遺跡の発掘調査はロシア科学アカデミー極東支部歴史考古民族学研究所の研究者であったアレクサンドル・アルテミエフによって数度にわたって行われた。報告は邦訳でも出版されている。